# Олешевичи
Олешевичи (трансліт. Aliešavičy , бел Але́шавічы) — деревня в Мостовском районе Гродненской области Беларуси. Входит в состав Мостовского сельсовета. До 2013 года входила в состав Микелевщинского сельсовета.

## История
В конце XVIII в. Ян Незабытовский купил имение у семьи Барановичей. Усадьба Незабытовских в Олешевичах возникла в XIX веке.
С конца сентября 1939 года Олешевичи в составе БССР. В 1941 году перед отступлением советские солдаты взорвали снаряды, находившиеся на складе (лямусе). Усадьба сгорела, деревня загорелась от горячих осколков и почти вся сгорела. Люди прятались в лесу, а когда вернулись, нашли только пепелище.

## Достопримечательности
- Хозяйственный двор Незабытовский

### Утраченное наследие
- Усадьба Незабытовских

## Известные люди
- Онисифор (Девочка) (ум. 1592) — митрополит Киевский, Галицкий и всея Руси (1579—1589).
- Карл Незабытовский (1865—1952) — политический и государственный деятель Российской империи и Польши, министр земледелия Второй Речи Посполитой (1926—1929).
- Хведар Нюнька (1928—2018) — белорусский общественный и культурный деятель в Литве.
- Юрий Яцентович Романовский (1974 г.р.) — белорусский ученый, кандидат физико-математических наук, ректор Полоцкого государственного университета (с 2022 г.).